# Bolesławek
Bolesławek (prononciation : [bɔlɛˈswavɛk]) est un village polonais de la gmina de Żabia Wola dans le powiat de Grodzisk Mazowiecki de la voïvodie de Mazovie dans le centre-est de la Pologne.

## Histoire
Pendant la Seconde Guerre mondiale, le village a été largement bombardé par la Luftwaffe allemande, puis incendié en représailles à une activité de résistance. La plupart des habitants ont été tués ou déportés.
De 1975 à 1998, le village appartenait administrativement à la voïvodie de Skierniewice.